# Rennebu
Rennebu est une commune norvégienne située dans le comté de Trøndelag, dont le centre administratif est le village de Berkåk.

## Géographie
La commune s'étend dans le sud-ouest du comté sur un territoire de 947,96 km2 principalement montagneux qui culmine à 1 548 m au Svarthetta. Le paysage, parsemé de lacs, est fait de forêts et de brandes, au milieu duquel coule l'Orkla.
Elle comprend les villages de Berkåk, Innset, Nerskogen, Stamnan, Ulsberg et Voll.

## Personnalités
- Vegard Heggem, footballeur.
- Astrid Smeplass, née en 1996 à Berkåk, chanteuse pop.